# Јевто Дедијер
Јевто Дедијер (Чепелица, 15. август 1880 — Сарајево, 24. децембар 1918) био је српски географ и универзитетски предавач. Дедијер је био доцент географије на Београдском универзитету.

## Биографија
Рођен је 15. августа 1880. године у селу Чепелица, код Билеће (Херцеговина).
Као гимназијалац у Мостару, почео је да студира села. Студирао на Великој школи у Београду и на Универзитету у Бечу, где је докторирао 1907. године.
Био је запослен у Земаљском музеју у Сарајеву до анексије Босне и Херцеговине (1908). Потом је професор на богословији у Београду, а од 1910. године доцент географије на Универзитету у Београду.
У Првом светском рату емигрирао је у Француску, а затим у Швајцарску. По завршетку рата вратио се у земљу, где је и умро 24. децембра 1918. године у Сарајеву од компликација изазваних шпанским грипом.
Из брака са Милицом Дедијер имао је три сина Стевана, Боривоја и Владимира.
Написао је више радова из антропогеографије и геоморфологије.

## Дела
- Прилози геолошкој историји Неретве
- Трагови глечера у Албанији и Новој Србији (на француском језику)
- Билећке Рудине, Српски етнографски зборник, 1903.
- Глацијални трагови на Зеленгори, Товарници и Маглићу, Глас СА, 1905,
- Херцеговина и Херцеговци, „Летопис Матице српске“, 1912, 289
- Стара Србија, СКГ, 1912, 25
- Нова Србија“ СКЗ, 1913, 154
- Сточарске зоне у планинама динарске системе, Гласник Српског географског друштва, 1914, 3-4.
- Далмација, Библиотека Савремена питања 5, 1915.